# Araújo (Uruguay)
Araújo es una localidad uruguaya del departamento de Paysandú, y forma parte del municipio de Lorenzo Geyres.

## Ubicación
La localidad se encuentra situada en la zona oeste del departamento de Paysandú, entre los arroyos Quebracho Grande y de Araújo. Se accede a ella por camino vecinal desde el km 410 de la ruta 3, de la cual dista 12 km.

## Población
Según el censo de 2011 la localidad contaba con una población de 34 habitantes.
| --            | 34 |
| (Fuente: INE) |    |